# RAAF Base Darwin

i7
i11
i13
RAAF Base Darwin (IATA-Code: DRW, ICAO-Code: YPDN) ist ein Militärflugplatz der Royal Australian Air Force sechs Kilometer nordwestlich von Darwin im Northern Territory. Die Basis teilt sich die Start- und Landebahnen mit dem Flughafen Darwin.

## Geschichte

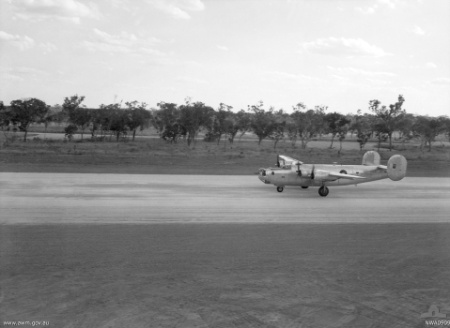
Eine B-24 der RAAF in Darwin

Der erste Flugplatz entstand im Jahre 1938 und am 1. Juni 1940 wurde hier eine Militärbasis eröffnet. Im Zweiten Weltkrieg beheimatete die Basis sehr viele Flugzeuge der RAAF und der United States Army Air Forces. Die USAAF stationierte kurzzeitig unter anderem auch Consolidated B-24 auf der Basis. Mehrere Male wurde der Stützpunkt auch von den Japanischen Streitkräften bombardiert.
Nach dem Zyklon Tracy wurden die Evakuierung der Menschen von diesem Stützpunkt aus durchgeführt.
Seit Beginn der 1990er Jahre ist die Basis Gastgeber des alle zwei Jahre in geraden Jahren stattfindenden internationalen Luftwaffen-Manövers "Pitch Black".

## Heutige Nutzung

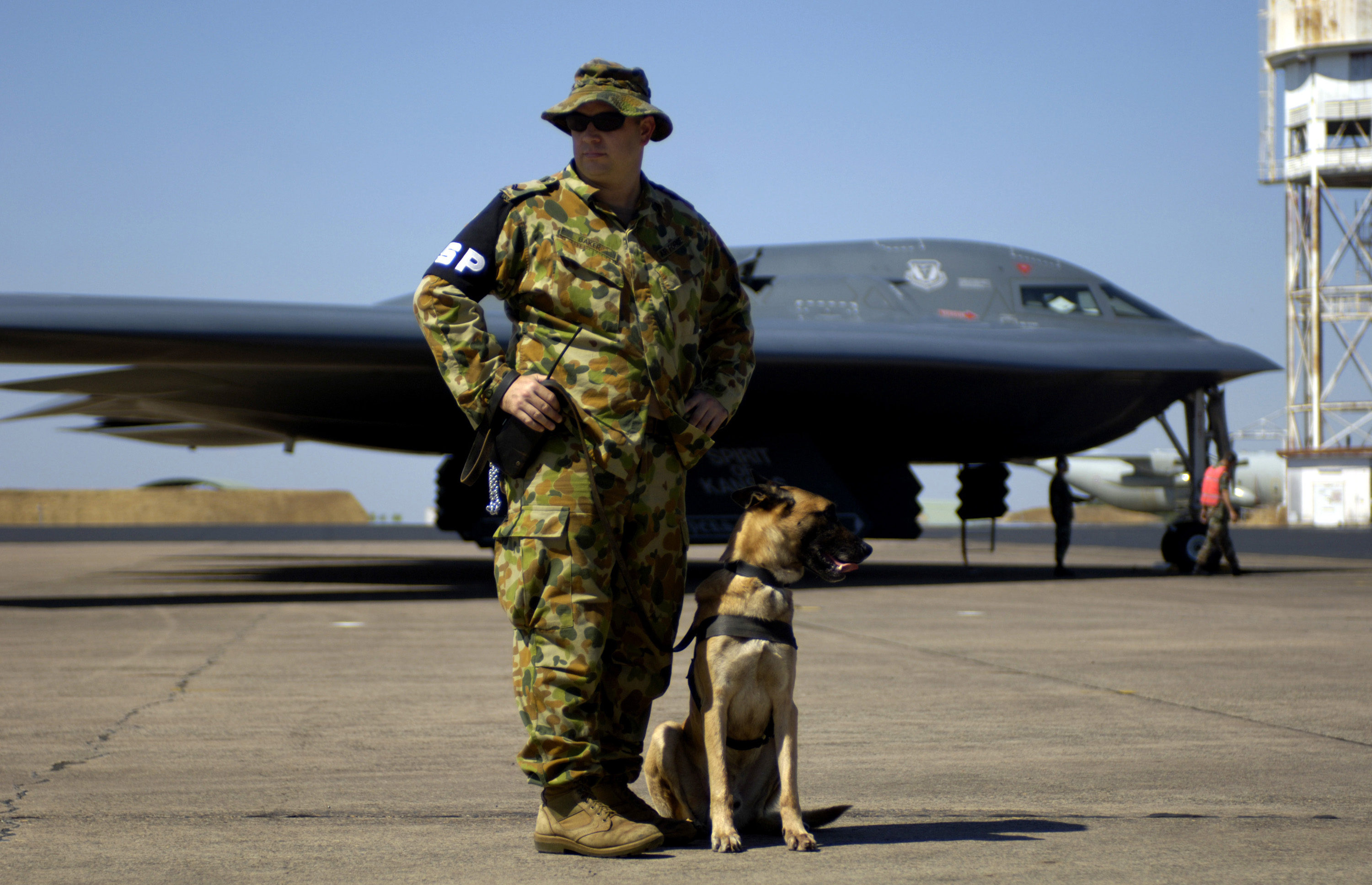
Eine Northrop B-2 der USAF auf der Basis

Heute sind auf der Basis insgesamt acht Einheiten stationiert. Als einzigen Flugzeugtyp betreibt das 92. Wing Detachment die Lockheed AP-3C „Orion“.